# Pseudophryne pengilleyi
Pseudophryne pengilleyi är en groddjursart som beskrevs av Wells och Cliff Ross Wellington 1985. Pseudophryne pengilleyi ingår i släktet Pseudophryne och familjen Myobatrachidae. IUCN kategoriserar arten globalt som starkt hotad. Inga underarter finns listade i Catalogue of Life.